# Big Hole
El Big Hole o mina Kimberley o Open Mine (en afrikáans: Groot Gat) es una mina a cielo abierto y subterránea localizada en la ciudad de Kimberley, Sudáfrica, que se afirma es el mayor agujero excavado a mano del mundo. El agujero ahora está lleno de agua formando un pequeño lago. La ciudad de Kimberley tenía 185.207 habitantes en el año 2001.

## Historia
En 1871, un diamante de 83,50 quilates (16,7 g) fue encontrado en las laderas de Colesberg Kopje, en la finca Vooruitzigt de los hermanos De Beers. La lucha que siguió por las reclamaciones hizo que al lugar se le llamara New Rush (nueva fiebre); en un mes 800 reclamaciones fueron registradas en la loma que fueron trabajadas frenéticamente por dos o tres mil hombres. A medida que el montículo era excavado se convirtió en una mina, conocida mundialmente como mina Kimberley. Desde mediados de julio de 1871 hasta 1914 hasta 50.000 mineros cavaron el hoyo con picos y palas, obteniendo 2.720 kilogramos de diamantes. El Big Hole cuenta con una superficie de 17 hectáreas y tiene 463 m de ancho. Fue excavado hasta una profundidad de 240 m, pero luego fue parcialmente relleno con escombros hasta reducir su profundidad a unos 215 m. Desde entonces, ha acumulado unos 40 m de agua, quedando el agujero visible con unos 175 m de profundidad. Cuando las labores en superficie se volvieron demasiado peligrosas e improductivas, el tubo de kimberlita de la mina de Kimberley fue minado subterráneamente también por la compañía De Beers de Cecil Rhodes hasta una profundidad de 1.097 m.
En la actualidad hay una iniciativa para designar el Big Hole como Patrimonio de la Humanidad.

## La excavación

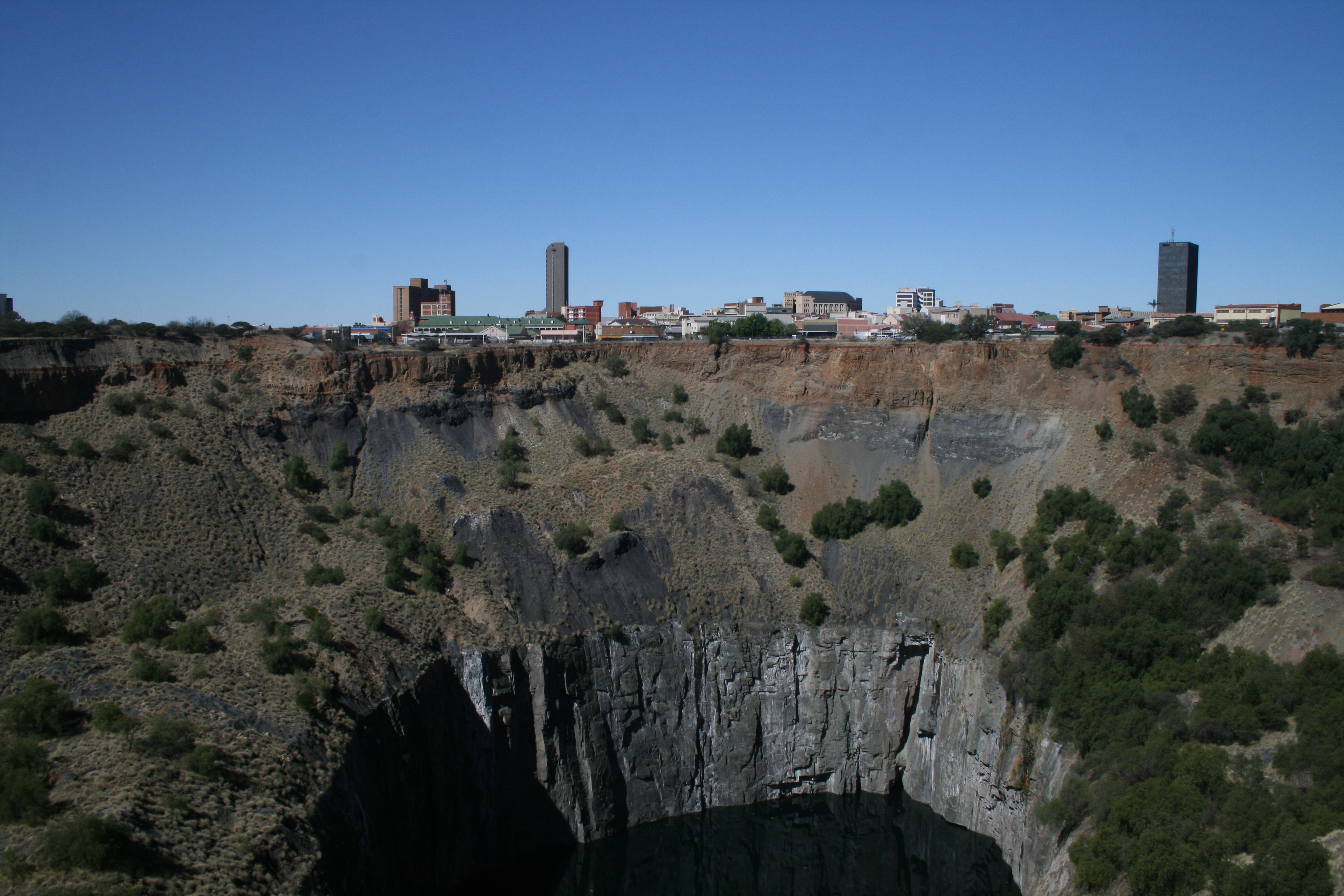
La ciudad de Kimberley se fundó al borde del Big Hole

En 1872, un año después de comenzar a cavar, la población del campamento de buscadores creció hasta unas 50.000 personas. A medida que avanzaba la excavación, muchos hombres comenzaron a morir en accidentes mineros, aunque las condiciones de insalubridad, la escasez de agua y de verduras frescas, así como el intenso calor en el verano, también tuvieron su efecto. El 13 de marzo de 1888 los líderes de las diversas minas decidieron reagrupar las excavaciones separadas en una gran mina y una gran compañía conocida como De Beers Consolidated Mines Limited, con los gobernadores de por vida como Cecil John Rhodes, Alfred Beit y John Rhodes. Esta gran compañía trabajó en Big Hole hasta que llegó a la profundidad de 215 m, con una superficie de unas 17 hectáreas y un perímetro de 1,6 km. El 14 de agosto de 1914, cuando habían sido excavadas más de 22 millones de toneladas de tierra, produciendo 3.000 kilogramos (14.504.566 quilates) de diamantes, el trabajo en la mina disminuyó después de que hubiera sido ya considerado la mayor excavación hecha a mano en el mundo.

## Museo de la mina

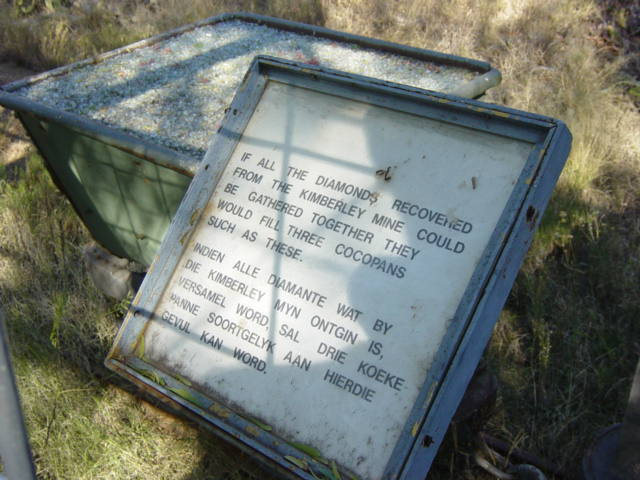
Un panel cerca del agujero, en el que se lee «Si todos los diamantes recuperados de la mina Kimberley pudieran ser reunidos llenarían tres vagonetas como éstas».

Las operaciones mineras fueron clausuradas en 1914 y la mina a cielo abierto se convirtió en una atracción para los visitantes de la ciudad. En la década de 1960 se hizo acopio de las reliquias de los primeros días de Kimberley, incluidos los antiguos edificios y diversos memorabilias, que comenzaron a organizarse en un museo formal y atracción turística. En 1965, De Beers nombró a Basil Humphreys como consultor del museo, siendo este sustancialmente mejorado con una representación al aire libre del Kimberley original, con paisajes de las calles y dioramas y exposiciones de tecnología minera y transporte. Hubo una inauguración oficial durante las celebraciones del centenario de la Kimberley en 1971. Una de las atracciones fue el Diamond Hall. El Museo de la Mina pasó por sucesivas actualizaciones posteriores. Entre 2002 y 2005, De Beers invirtió 50 millones de dólares en el desarrollo de Big Hole como centro turístico de clase mundial, basándose en la idea de crear "un legado duradero para la gente de Kimberley". La nueva instalación, el Kimberley Big Hole, desarrollando el tema de "Diamonds and Destiny", se espera que duplique el número de visitantes a Big Hole.